# フリーダ (映画)
『フリーダ』（Frida）は、2002年のアメリカ合衆国の伝記映画。メキシコの画家フリーダ・カーロの人生を描く。

## ストーリー
18歳の少女フリーダはある日、バスに乗っていた際に事故に巻き込まれ、瀕死の重傷を負い、その後一生の間後遺症に苦しむ体になってしまう。

## キャスト
| 役名                     | 俳優                               | 日本語吹替                                                                 | 日本語吹替       |
| 役名                     | 俳優                               | ソフト版                                                                   | Netflix版        |
| ------------------------ | ---------------------------------- | -------------------------------------------------------------------------- | ---------------- |
| フリーダ・カーロ         | サルマ・ハエック                   | 高山みなみ                                                                 | 木下紗華         |
| ディエゴ・リベラ         | アルフレッド・モリーナ             | 稲葉実                                                                     | 仲野裕           |
| レオン・トロツキー       | ジェフリー・ラッシュ               | 小島敏彦                                                                   | 河本邦弘         |
| ティナ・モドッティ       | アシュレイ・ジャッド               | 森永明日夏                                                                 | 森史絵           |
| ダビッド・シケイロス     | アントニオ・バンデラス             | 落合弘治                                                                   | 辻井健吾         |
| ネルソン・ロックフェラー | エドワード・ノートン               | 田中正彦                                                                   | 山本格           |
| ルペ・マリン             | ヴァレリア・ゴリノ                 | 土井美加                                                                   | 津田匠子         |
| クリスティナ・カーロ     | ミア・マエストロ                   | 田野聖子                                                                   | 木村涼香         |
| ギジェルモ・カーロ       | ロジャー・リース                   | 世古陽丸                                                                   | 魚建             |
| マティルデ・カーロ       | パトリシア・レジェス・スピンドーラ | 菅原チネ子                                                                 | 天野真実         |
| アレハンドロ             | ディエゴ・ルナ                     | 鶴博幸                                                                     | 烏田裕志         |
| ファーリル医師           | ロバート・メディーナ               | 小形満                                                                     | 山本格           |
| アドリアナ               |                                    |                                                                            | 今井詩子         |
| 助手                     |                                    |                                                                            | こばたけまさふみ |
| イゾルダ                 |                                    |                                                                            | 佐藤里緒         |
| ブレトン                 |                                    |                                                                            | 辻井健吾         |
| その他                   | N/A                                | 桂木黎奈 加藤将之 重松朋 水野龍司 駒谷昌男 奥田啓人 竹村叔子 遠藤綾 田辺希 | ―                |
|                          |                                    |                                                                            |                  |
| プロデューサー           | プロデューサー                     | 莟徹志                                                                     |                  |
| 演出                     | 演出                               | 佐藤敏夫                                                                   | 嶋澤みどり       |
| 翻訳                     | 翻訳                               | 徐賀世子                                                                   | 伊勢田京子       |
| 録音・調整               | 録音・調整                         | 亀田亮治                                                                   | 住谷真           |
| 制作                     | 制作                               | アスミック・エース ACクリエイト                                            | BTI Studios      |

## 評価
レビュー・アグリゲーターのRotten Tomatoesでは161件のレビューで支持率は76%、平均点は6.90/10となった。Metacriticでは38件のレビューを基に加重平均値が61/100となった。